# Seaton Carew
Seaton Carew är en stadsdel i Hartlepool, i kommunen Borough of Hartlepool, i grevskapet Durham, i England. Seaton Carew var en civil parish 1866–1921 när blev den en del av West Hartlepool. Civil parish hade 2 265 invånare år 1911.